# Xuf

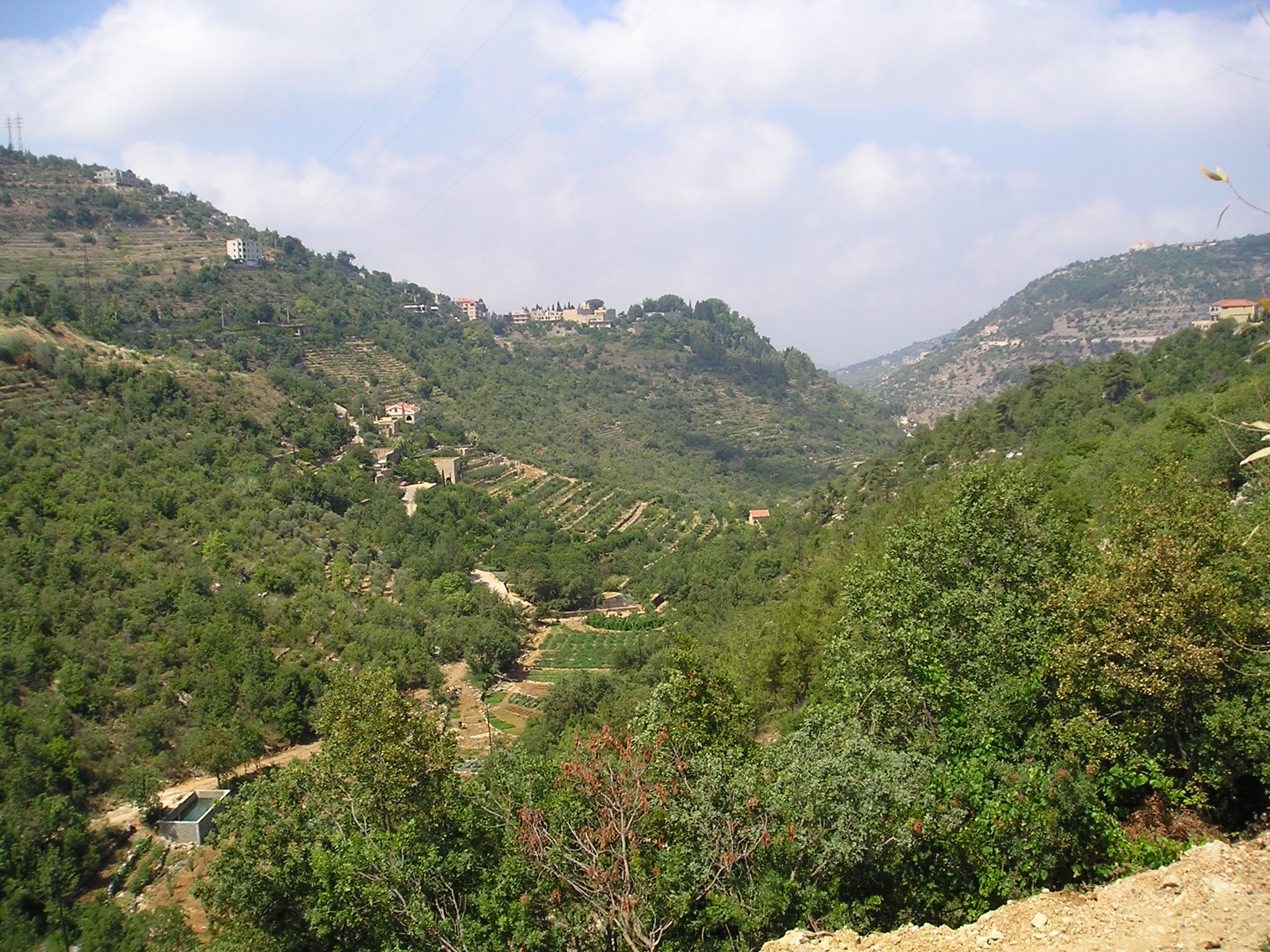
Muntanyes del Xuf

Xuf o al-Shuf, en plural al-Ashwaf, el nom en francés és Chouf però de vegades apareix com Shouf; en anglès és Shuf i en castellà Chuf) és un topònim que designa als districtes meridionals de les terres muntanyoses del Líban, al sud de la ruta Beirut-Damasc. El Xuf forma un districte administratiu del Líban anomenat oficialment Chouf (àrab جبل الشوف Jebel ash-Shouf).

## Història

### Edat mitjana i moderna
Des de la conquesta àrab fins al final de les Croades el nom de Jabal Lubnan (Mont Líban) es va donar als districtes muntanyosos del nord (Bsharri, Batrun, i Jubayl, terres ancestrals dels cristians maronites; els districtes meridionals foren anomenats Jabal al-Shuf (en alguns moments va incloure tanmateix el Jabal Kisrawan). Sota els mamelucs els districtes muntanyosos del Líban es van dividir en tres unitats administratives: Trípoli (Mont Liban), Damasc (Djabal Kisrawan, al-Matn i al-Gharbi) i Sidó (al-Shuf). Localment els habitants anomenaven al-Shuf (Xuf) només a la zona entorn de Dayr al-Kamar, mentre els territoris perifèrics eren el Gran Xuf (habitat per drusos des del segle xiii). Modernament el nom del Shuf o Xuf inclou el Xuf propi i el Gran Xuf.
El districte d'al-Shuf fou governat sota els mamelucs i després sota els otomans pels emirs drusos de la família Man o Maan. Al segle xvi estava dividit en tres subdivisions: al-Shuf al-Suyjani, al-Shur al-Hayti i al-Shuf al-Bayadi. Degut al govern dels Man els historiadors anomenaven al territori com al-Shuf al-Mani. Els otomans van haver de fer diverses expedicions a la zona i el 1593 es va arribar a un acord amb l'emir Fakhr al-Din II que va rebre el títol d'amir al-liwa i el govern del sandjak de Sayda. Fakhr al-Din va conquerir el Gran Xuf (sovint anomenat Jabal al-Duruz (Muntanya Drusa), la vall de la Bekaa, la zona costanera entre Sidó i Trípoli, i fins al nord de Palestina i algunes zones de Transjordània. Aliat als maronites i gaudint el país d'una notable prosperitat econòmica, va intentar fer-se independent amb l'ajut de Florència, però els otomans el van acabar derrotant (1633). Els seus successors només van governar sobre part del Xuf.
El 1697 quan va morir l'emir Ahmad ibn Mulhim no va deixar fill i l'únic candidat possible va preferir un lloc a la burocràcia otomana; els notables van portar aleshores al govern (iltizam) a un nebot (fill d'una germana), Bashir I Shihab (1697-1706) que va iniciar la nissaga dels shihàbides.

### Edat contemporània
L'emigració procedent del nord iniciada ja sota Fakhr al-Din, va alterar l'estatus ètnic i els drusos van deixar de ser majoritaris per passar aquesta condició als maronites vers el 1800, ajudats per conversions entre les quals la dels propis shihàbides i del Abu l-Lami, famílies principals del Matn i del Shuf al-Bayadi. A l'inici del segle xix l'emir Bashir II Shihab va estendre el seu poder a la regió de la muntanya de Kisrawan, a Jubail, a Batrun i al Djubbat Bsharri, i va agafar el títol d'amir Djabal Lubnan (emir de la Muntanya del Líban). Bashir es va veure beneficiat per diverses circumstàncies: canvis demogràfics, particularisme drus, augment del comerç europeu a la zona, reforçament polític de l'església maronita, i suport de l'otomà Djazzar (paixà de Sidó fins al 1804) i Ibrahim Pasha d'Egipte. El 1831 Muhàmmad Alí Pasha, després que l'imperi Otomà havia perdut Grècia i havia estat derrotat pels russos i que el cos de geníssers havia estat dissolt el 1826, va decidir passar a l'ofensiva. La Porta va demanar el suport del Líban, però Bashir va respondre que no calia esperar suport d'aquells als que sempre havia ignorat. Els libanesos van combatre a les forces otomanes del paixà Uthman a Trípoli del Líban, van participar en la marxa contra Damasc, van ajudar a la intendència egípcia i van protegir la seva rereguarda fins a Alep; a canvi Muhammad va reconèixer els antics privilegis del Líban i es va comprometre a no interferir en els afers interns (1833). Però quan Muhammad Ali va haver de declarar el servei militar obligatori i augmentar els impostos, i va voler aplicar aquestes disposicions al Líban, la muntanya dels drusos i el Hauran (1837) van esclatar revoltes a aquestes zones (tardor del 1837 i hivern del 1837 al 1838) i milers d'egipcis van morir. L'estiu del 1838 els egipcis van patir una nova derrota a l'Antilíban. El combat decisiu entre egipcis i otomans es va lliurar a Nezib al començament del 1839. Els egipcis van obtenir la victòria, van posar en fuita als turcs i van amenaçar de marxar a Constantinoble. Rússia va venir en ajut dels turcs segons els termes del Tractat d'Unkiar Skelessi del 1833, França donava suport a l'egipci i Anglaterra intentava negociar en favor dels otomans. Emissaris britànics i otomans van anar al Líban per intentar guanyar a l'emir Bashir a la seva causa. Bashir va temporitzar però els libanesos es van revoltar de manera general contra els egipcis. França va quedar aïllada al costat d'Egipte (estiu del 1840) i Turquia, Rússia i el Regne Unit van signar el tractat de Londres. Unitats navals aliades van arribar a aigües libaneses; un destacament otomà va desembarcar a Joünié. Els libanesos revoltats, els otomans i els "colls blaus" van derrotar a Ibrahim Pasha a Bahrsaf i van proclamar governador del Líban a Bashir III que ho fou efímerament (fou deposat pels otomans el 13 de gener de 1842). Bashir Shihab II es va rendir als britànics a Sidó i fou conduït en exili a Malta.
Les potències van imposar als otomans el sistema de la kaymakaniyya o caimacanat que consistia a posar el país sota un caimacan, i les zones del nord de la ruta Beirut-Damasc serien pels maronites i les del sud pels drusos. La situació va durar fins al Conflicte del Líban de 1860. Victoriosos els drusos, foren derrotats finalment per la intervenció francesa. Milers de drusos van abandonar el Xuf per instal·lar-se al Hawran que aviat fou conegut com a Djebel Drus. El 1861 el Xuf era integrat a la mutasarrifiyya del Líban i el 1919 a l'estat anomenat del Mont Líban però després rebatejat Líban.
El 1975 va esclatar la Guerra Civil libanesa i la població cristiana va abandonar el Xuf; el 1983 ja quasi no tenia població cristiana i els drusos tornaven a dominar la zona dirigits pel Partit Socialista Progressista del clan jumblat. Encara que alguns han retornat als darrers anys els drusos conserven la majoria.